# 我愛芳隣
《我愛芳隣》原名《ROUGH》。台湾大然文化版译名《我爱芳邻》，青文出版社版译名《ROUGH物語》。日本漫画家安达充所作的游泳漫画，小學館於1987年至1989年在《週刊少年Sunday》上連載，共12本，在2006年改編為真人版的電影《我愛芳鄰》，由速水茂虎道及長澤雅美主演，由東寶發行。
《我愛芳隣》的男女主角分別是大和圭介及二之宮亞美，二個是同校同學，分別是自由式游泳及跳水選手，大和圭介喜歡二之宮亞美。二人的爺爺曾是好友，但因兩人開的日式點心店互相競爭而有過節。亞美認為她爺爺是因為大和家的競爭而早死，因此痛恨大和及其家人。亞美的青梅竹馬是日本自由式的記錄保持人仲西弘樹，也是大和圭介游泳上的目標及對手。

## 角色
大和圭介
家裡開日式點心店，是榮泉高中游泳隊的成員，在游泳三年後得到全國游泳自由式的第三名，由於不滿其成績，在高中一開始改練蛙泳，後續被教練說服，改練100公尺及200公尺的自由式，游泳主要問題在其起跳，但在教授關和明後已有改善。在三年級的校內馬拉松中獲得第一名，喜歡亞美。
二之宮亞美
家裡開日式點心店，是榮泉高中跳水隊的成員，擅長看別人的長項，為身邊人的成就而高興，對大和圭介以外的人都很親切。以往每年過年會寄卡片給大和圭介，上面寫著「兇手」。亞美在國中時是體操選手，在高中時才改練跳水，亞美一開始喜歡仲西弘樹，後來對仲西和大和都有好感，最後確定心意愛上大和圭介，生日是3月4日。
仲西弘樹
大學生，也是日本100公尺及200公尺中自由式紀錄的保持人，他在亞美小時候就已認識亞美，也喜歡亞美。曾幫亞美拿東西發生嚴重車禍而暫停游泳生涯，在復健後復出。亞美的爸爸希望弘樹和亞美結婚，一方面中斷圭介和亞美之間的關係，也可獲得仲西家的財務支援，之後知道了亞美選擇圭介的心意。
小柳薰
美杉學園跳水隊的成員，在高中校際比賽中排名第二。小柳薰短髮，外形比較像男生。大和圭介曾在比賽時誤走進女子更衣室，看到她背部的裸體，但誤認為是男生，還提醒她要鍛煉肌肉，因此一開始對大和圭介懷恨在心。小柳薰男友芹泽裕司是高中100公尺自由式第一名，但小柳薰一度對大和也有好感，因此在二之宮亞美在比賽及情感上都有競爭關係。
關和明
榮泉高中游泳隊的成員，一開始因為要吸引女生注意而加入籃球隊，但打架能力比籃球優越許多。後來為了看亞美跳水而加入游泳社，通過教練嚴格的體能考驗。但關和明完全不會游泳，教練要大和圭介教他，專注其游泳的技巧。關和明是空手道三段。
北野京太郎
榮泉高中游泳隊的成員，擅長蝶式，和亞美是國中同學。北野京太郎身材高大，成績很好，第一年期末考是全校第一名。在校內馬拉松中是第二名，僅次於緒方剛。
緒方剛
榮泉高中棒球隊的第四棒，擔任投手，一度因為手肘受傷擔任三壘手，和亞美是國中同學，緒方剛的脾氣不好，曾說過要打任何一個約亞美去約會的人，而且真的有人因此住院。緒方剛是校內馬拉松的第一名，同學認為他是天生的運動員，人很聰明，對自己欣賞的人相當的體貼。在二年級暑假因為母親的身體而搬回他的家鄉。圭介曾對他說：「如果棒球是個人賽，你每年都可以去甲子園。」
久米勝
榮泉高中田徑隊的铅球選手，自我印象很好，體型較胖，類似《鄰家女孩》中的松平孝太郎。
古屋老師
榮泉高中游泳隊的教練，負責游泳。
咲山老師
榮泉高中游泳隊的教練，負責跳水。
芹沢裕司
自由式100公尺及200公尺校際比賽的紀錄保持人，在國中時就和大和圭介一起比賽過。是小柳薰的男朋友。芹沢裕司一直想要打破仲西弘樹的紀錄，但未能如願。
大和康介
大和圭介的父親，大和日式點心店的老闆。看到年輕女孩時常以「妳長的好像我死去的女兒」為由和女孩搭訕，且摸對方的手。注意到圭介和亜美之間的關係。
亜美父親
二之宮日式點心店的老闆，柔道三段。討厭大和家的店舖，日式點心店的競爭上已有優勢。每晚睡前都會嘁「可惡的大和」。大和圭介在第一次見面時介紹自己是「大知圭介」，隱暪自己是大和家的事實，亜美父親對「大知」的印象不錯察覺到亞美對大和的心意。
圭介（雞）
紀念圭介和亜美第一次約會而買的雞，是一隻公雞。這隻雞是由亞美的室友命名的，因為在叫牠「圭介」是會有反應。
成田
榮泉高中校內的老大，常被人記錯名字。第一次在漫畫中出現時，他新生要叫他「學長」，以表示對學長的尊敬。
大場先生
有開設合氣道道場，是二之宮及大和二家的好朋友，在兩家互相競爭時，兩家也曾將圭介和亞美帶到道場請大場先生照顧。因此圭介和亞美在小時候就彼此認識了，但家人都不知情。